# Pseudomyrmex cubaensis
Pseudomyrmex cubaensis es una especie de hormiga del género Pseudomyrmex, subfamilia Pseudomyrmecinae. Fue descrita por Forel en 1901.
Forman colonias en los tallos de plantas arbóreas y herbáceas. Usan una variedad de hábitats.
Se encuentra desde el sudeste de Estados Unidos hasta Argentina.